# Erigeron latus
Erigeron latus là một loài thực vật có hoa trong họ Cúc. Loài này được (A.Nelson & J.F.Macbr.) Cronquist mô tả khoa học đầu tiên năm 1947.